# کیبیوشی

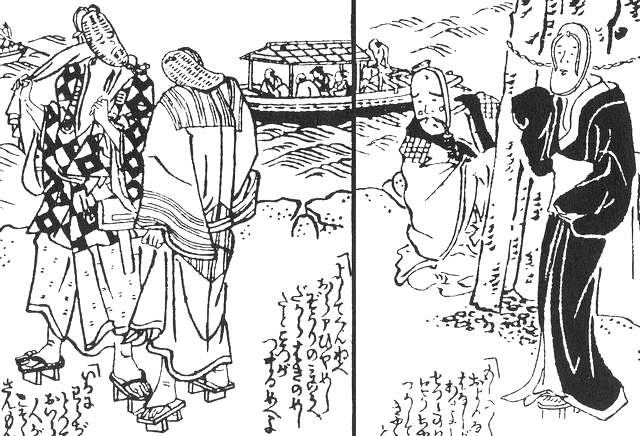
یک نمونه از کیبیوشی

کیبیوشی (به ژاپنی: 黄表紙 Kibyōshi)، نوعی ادبیات عامه‌پسند کتاب تصویری ژاپنی (kusasoshi کوسازوشی) تولید شده در اواسط دوره ادو (۱۶۰۳–۱۸۶۷) است، از سال ۱۷۷۵ تا اوایل قرن نوزدهم. از نظر فیزیکی، kibyōshi که با جلدهای زردرنگشان قابل شناسایی بودند، معمولاً در جلدهای ۱۰ صفحه‌ای چاپ می‌شدند که بسیاری از آنها دو تا سه جلد را در بر می‌گرفتند و میانگین تعداد کل صفحات آنها ۳۰ بود. که به عنوان اولین کتاب کمیکهای کاملاً بزرگسال در ادبیات ژاپنی در نظر گرفته می‌شود، یک تصویر بزرگ در هر صفحه با نثر توصیفی و دیالوگ فضاهای خالی تصویر را پر می‌کرد.